# Mussar-Bewegung
Die Mussar-Bewegung war eine jüdische orthodoxe Bewegung seit dem 19. Jahrhundert.
Sie entstand in Litauen als Reaktion auf einen befürchteten Zerfall der jüdischen Kultur durch Assimilierung, Haskala, antisemitische Ausschreitungen und Chassidismus. Als ihr Begründer gilt Israel Salanter.

## Begriff
Im Tanach kommt das Substantiv hebräisch מוּסַר mûsar besonders in der Weisheitsliteratur häufig vor; es hat folgendes Bedeutungsspektrum: 1. Züchtigung, 2. Zurechtweisung, 3. (als Ergebnis von 1 und 2) gute Erziehung, Bildung.
Die Mussar-Bewegung war geprägt durch die Mussar-Literatur, die seit dem Mittelalter moralisch-ethisches jüdisches Verhalten anmahnte. Ziel waren disziplinierte Bemühungen für eine ethische und spirituelle Weiterentwicklung.

## Geschichte
Die Mussar-Bewegung wurde um 1840 durch Rabbi Israel Salanter in Vilnius gegründet. Es folgten Schulen in Kaunas, Kelmė und Telz. Nach dem Weggang Salanters nach Deutschland 1857 wurde die Bewegung durch seine Schüler Simcha Sissel Zwi und Jizchak Blaser geleitet. Seit ungefähr 1890 gab es Meinungsverschiedenheiten innerhalb der Bewegung und Kritik aus der jüdischen Umgebung. Seit ungefähr 1905 verlor die Mussar-Bewegung deutlich an Bedeutung.
Heute ist das Studium der Mussar ein Teil des Studiums an orthodoxen Jeschiwot.